# Maurice Guy-Loë
 (juin 2014).
Si vous disposez d'ouvrages ou d'articles de référence ou si vous connaissez des sites web de qualité traitant du thème abordé ici, merci de compléter l'article en donnant les références utiles à sa vérifiabilité et en les liant à la section « Notes et références ».
Maurice Guy-Loë, pseudonyme de Maurice Guyot, est un peintre français né le 19 mai 1898 à Lyon et mort le 24 mars 1991 à Sucy-en-Brie.

## Biographie
Maurice Guyot abandonne ses études pour embrasser une carrière de peintre. Il est admis à l'École des beaux-arts de Paris dans les ateliers de Fernand Cormon et de Raphaël Collin. Mobilisé pendant la Première Guerre mondiale, il combat autour de Château-Thierry. En 1919, il part avec le 8e régiment du génie pour la Turquie où il séjourne une année.
La fondation américaine Florence Blumenthal lui octroie une bourse. Il expose dans plusieurs Salons, et signe sous le pseudonyme de « Maurice Guy-Loë » dès 1924. Il obtient différentes bourses qui lui permettent de voyager en Grand-Bretagne, en Italie où il visite Rome. Ce n'est que vers 1931 qu'il reçoit des commandes conséquentes. Pour la Cité internationale universitaire de Paris, il décore le salon de musique de la Fondation Deutsch de la Meurthe, ainsi que le parloir du lycée Janson-de-Sailly à Paris. Vers 1930, il fréquente l'atelier de Pierre Georges Jeanniot
Vers 1939, il loue la chapelle désaffectée Sainte-Barbe de Fontenay-aux-Roses, dans laquelle il réalise ses œuvres monumentales. Il la cédera à la municipalité en 1952.
Pendant la Seconde Guerre mondiale, il devient secrétaire général de l'Entraide des artistes à l'hôtel Salomon de Rothschild, rue Berryer à Paris, qui deviendra la Maison des artistes en 1952. À la fin de la guerre, il obtient du ministère de la Culture la création d'une maison de retraite pour les artistes âgés. Le choix du lieu se porte sur la propriété que la famille Smith-Champion a léguée à l'État à Nogent-sur-Marne. Cette institution entre en activité en 1947 avec Maurice Guy-Loë comme directeur. Dans le même temps, il met en place une caisse de sécurité sociale pour les artistes.
En 1961, il épouse Henriette Noufflard, fille des peintres André Noufflard et Berthe Noufflard. C'est dans la même période qu'il entreprend la construction d'ateliers d'artistes dans le parc avec l'appui de Bernard Anthonioz du ministère de la Culture.
La gestion de cette maison de retraite passe en 1976 à la Fondation nationale des arts graphiques et plastiques, dont Maurice Guy-Loë continuera à s'occuper jusqu'à son décès.
Il habitait au 16, rue Charles VII à Nogent-sur-Marne (Val-de-Marne). Il est inhumé au cimetière communal de cette ville.

## Collections publiques

### Dessins
- Vue d'Albi, la cathédrale, 1949, dessin au crayon, rehaut à l'aquarelle, mairie de Gramond.
- La Farandole, dessin préparatoire de la peinture murale éponyme, Paris, Petit-Palais.

### Céramiques
- Vase Félix Aubert no 37, 1925, décor de Maurice Guy-Loë exécuté par Adrien Leduc, musée des Beaux-Arts de Troyes.

### Décorations murales
- Salon de musique de la Fondation Deutsch de la Meurthe, Cité internationale universitaire de Paris.
- Décoration murale, Paris, église Saint-Ferdinand-des-Ternes.
- Parloir du lycée Janson-de-Sailly à Paris.
- La Farandole, peinture murale, 1933, École des filles, Paris, 51, boulevard Davout.

## Illustrations
- Paul Verlaine, Poésies, volume In-8°, 83 pages, tirage numéroté à 550 exemplaires dont 50 sur Japon et 500 sur Vélin à la forme, Paris, Albert Messain, 1925.

## Salons
- Salon des Tuileries.
- Salon de la Société nationale des beaux-arts.
- Salon d'automne.
- Salon des indépendants.

## Expositions
- Exposition universelle de 1937 : décoration du pavillon des États pontificaux.
- Nogent-sur-Marne, Maison nationale des artistes, du 6 au 30 novembre 2008.
- Paris, Petit Palais, « Paul Baudoüin et la fresque », 2013.

### Archives
- Fonds Maurice Guy-Loë, Institut mémoires de l'édition contemporaine.